# Sulzhof (Dettelbach)
Sulzhof (ursprünglich Sulzhart) ist eine Einöde auf der Gemarkung des Dettelbacher Ortsteils Neusetz im unterfränkischen Landkreis Kitzingen. Der Hof wurde im 20. Jahrhundert abgebrochen, sodass der Ortsteil heute eigentlich als Wüstung bezeichnet werden kann.

## Geografische Lage
Der Sulzhof liegt im Norden des Dettelbacher Gemeindegebiets. Weiter nördlich beginnt das Gebiet der Gemeinde Prosselsheim im Landkreis Würzburg. Im Osten befindet sich Neusetz, auf dessen Gemarkung der Sulzhof lag. Südöstlich liegt Schnepfenbach. Die Flurlage Sulzhofer Höhe trennt den Ortsteil von Schernau im Süden. Nordwestlich beginnt der Landkreis Würzburg, die Gemarkung des Prosselsheimer Ortsteils Seligenstadt liegt dem Sulzhof am nächsten.

## Geschichte
Erstmals erwähnt wurde das Dorf Sulzhart bereits im Jahr 1189. Damals übergab der Würzburger Fürstbischof Gottfried von Spitzenberg elf Mansen im Dorf an den Adeligen Wolfram von Zabelstein. Den Dorfcharakter der Siedlung unterstreicht außerdem eine Urkunde aus dem Jahr 1293. Damals wurde die Ansiedlung „villa Sulzhart“ (Dorf Sulzhart) genannt. Im Jahr 1320 ist dort Heinrich von Schaumberg nachgewiesen. Er besaß dort Einkünfte an mehreren Lehen des Hochstifts Würzburg.
Im 14. oder 15. Jahrhundert wurden große Teile des Dorfes Sulzhart aufgegeben, sodass lediglich der Sulzhof übrigblieb. Das älteste Salbuch des Würzburger Hochstifts nennt im Jahr 1468 nur noch den „Sulzhof“. Im 19. und 20. Jahrhundert wurde der Hof in ein Hofgut umgewandelt, das vom Würzburger Juliusspital an eine Familie Graber verpachtet wurde. 
Ab 1957 übernahm das Weingut selbst die Bewirtschaftung und setzte einen Verwalter ein. Der Sulzhof war allerdings auch nach dieser Umstrukturierung nicht profitabel, sodass man ihn 1970 an das Gut Seligenstadt angliederte. Der kleine Aussiedlerhof war im 19. Jahrhundert Teil der Ruralgemeinde Neusetz, ehe diese 1978 nach Dettelbach eingemeindet wurde. Die Baulichkeiten wurden bereits kurz nach der Angliederung an Seligenstadt abgerissen, sodass der Hof bereits 1987 als unbewohnt galt.